# Peter Florin
Peter Florin, né le 2 octobre 1921 à Cologne et mort à Berlin le 17 février 2014, est un résistant allemand au nazisme, puis homme politique et diplomate est-allemand. Il est notamment le président de l'Assemblée générale des Nations unies de 1987 à 1988.

## Biographie
Son père, Wilhelm Florin, est « la troisième figure la plus puissante dans le Parti communiste d'Allemagne de l'avant-guerre, derrière Ernst Thälmann et Walter Ulbricht ». Après l'arrivée au pouvoir d'Hitler en 1933 et la persécution contre les communistes, ses parents émigrent en France, puis en Union soviétique. Il y étudie la chimie. En juin 1941, l'Allemagne nazie envahit l'URSS : Peter Florin rejoint alors les Partisans soviétiques et participe aux combats contre les occupants allemands en Biélorussie. En 1944, il devient rédacteur de l'hebdomadaire anti-nazi Freies Deutschland (Allemagne libre).
Après la Guerre il s'installe dans la zone d'occupation soviétique en Allemagne, qui devient la République démocratique allemande en 1949. Jusqu'en 1948, il travaille comme rédacteur-en-chef au quotidien Die Freiheit à Halle, tout en étant vice-président du parlement local de Wittenberg. En 1949, il devient conseiller au tout nouveau ministère des Affaires étrangères de la RDA. En 1953, il est nommé président du département des affaires étrangères et des relations internationales du comité central du Parti socialiste unifié, le parti du gouvernement.
En 1954, il est élu député à la Chambre du peuple, le Parlement de la RDA. De 1954 à 1971, il est membre du Comité parlementaire aux affaires étrangères, qu'il préside pendant neuf ans. De 1967 à 1969, il est l'ambassadeur de la RDA en Tchécoslovaquie - dates qui coïncident avec l'invasion de la Tchécoslovaquie par l'URSS, la RDA et d'autres États membres du pacte de Varsovie venus mettre fin au Printemps de Prague en 1968. En 1969, il est nommé premier vice-ministre des Affaires étrangères de RDA.
De 1973 à 1982 il est l'ambassadeur de la RDA auprès de l'Organisation des nations unies à New York. Il préside le Conseil de sécurité des Nations unies de février 1980 à mars 1981. En 1982 il retourne en RDA pour travailler à nouveau au ministère des Affaires étrangères, et représente la RDA lors de plusieurs conférences générales de l'UNESCO. Parlant couramment le russe et l'anglais, et parlant bien le français, il retourne à New York en tant que président de la 47e session de l'Assemblée générale des Nations unies de 1987 à 1988. Il y est surnommé « camarade Glasnost » par certains délégués, « qui voient en lui un symbole du communiste moderne de l'ère Gorbatchev ». Il démissionne de son poste de vice-ministre des Affaires étrangères en 1989,.
Peter Florin avait obtenu de nombreuses distinctions, dont en 1944 en URSS la médaille de l'Ordre de l'Étoile rouge, le 6 mai 1955 celle du Mérite patriotique en argent et en 1970 également cette médaille en or, en 1958 la médaille des combattants contre le fascisme, en 1965 la Bannière du Travail, en 1970 la décoration dans l'ordre de la Guerre patriotique soviétique, 1981 celle de l'ordre de Karl-Marx, en 1985 l'Étoile de l'amitié des peuples et en 1986 le titre de Héros du travail.